# دیگو بونانوتی
دیگو بونانوتی (اسپانیایی: Diego Buonanotte‎؛ زادهٔ ۱۹ آوریل ۱۹۸۸) یک بازیکن فوتبال اهل آرژانتین است.